# Джогинское муниципальное образование
Джогинское муниципальное образование — муниципальное образование со статусом сельского поселения в 
Тайшетском районе Иркутской области России. Административный центр — село Джогино.

## Демография
По результатам Всероссийской переписи населения 2010 года 
численность населения муниципального образования составила 1211 человек, в том числе 657 мужчин и 554 женщины.

## Населённые пункты
В состав муниципального образования входят населённые пункты
- Джогино
- Новотремино
- Тремина[2]